# Krakeelpolder (Sluis)
De Krakeelpolder is een polder ten noorden van Waterland-Oudeman, behorende tot de Eiland- en Brandkreekpolders.
De polder ontstond in 1711, toen de Brandkreek werd afgedamd en ingedijkt. De Krakeelpolder wordt gevormd door het oostelijke deel van deze polder, het westelijke deel heet: Brandkreekpolder.
De Krakeelpolder ligt aan weerszijden van de Belgisch-Nederlandse grens, die midden door de lengterichting van deze polder loopt. Het Nederlandse deel ervan is 14 ha groot, en het Belgische gedeelte is ongeveer even groot.
De polder wordt begrensd door Krakeeldijk 1, Krakeeldijk 2, Rovershoek, Korte Zeedijk, en Goedleven. Ook ligt zij tussen de grenspalen 331 en 332.